# ザ・パッケージ/暴かれた陰謀
『ザ・パッケージ/暴かれた陰謀』（原題：The Package）は、1989年のアメリカ映画。

## スタッフ
- 監督：アンドリュー・デイヴィス
- 製作：ビヴァリー・J・キャメイ、トビー・ハガティ
- 製作総指揮：アーン・L・シュミット
- 脚本：ジョン・ビショップ
- 撮影：フランク・タイディ
- 音楽：ジェームズ・ニュートン・ハワード
- 編集：ドン・ジンマーマン、ビリー・ウェーバー
- 美術：マイケル・レベスク

## キャスト
| 役名                     | 俳優                             | 日本語吹替                                              |
| 役名                     | 俳優                             | TBS版                                                   |
| ------------------------ | -------------------------------- | ------------------------------------------------------- |
| ジョニー・ギャラガー曹長 | ジーン・ハックマン               | 石田太郎                                                |
| アイリーン・ギャラガー   | ジョアンナ・キャシディ           | 鈴木弘子                                                |
| トーマス・ボイエット     | トミー・リー・ジョーンズ         | 笹岡繁蔵                                                |
| ミラン・デリック         | デニス・フランツ                 | 富田耕生                                                |
| グレン・ウィテカー大佐   | ジョン・ハード                   | 若本規夫                                                |
| ルース・バトラー         | パム・グリア                     | 叶木翔子                                                |
| ウォルター・ヘンキ       | ケヴィン・クロウリー             | 土方優人                                                |
| カール・リチャーズ       | ロン・ディーン                   | 亀井三郎                                                |
| ホプキンズ将軍           | チェルシー・ロス                 | 小島敏彦                                                |
| シカゴの警察官           | レニ・サントーニ                 | 小島敏彦                                                |
| カールソン将軍           | ジョー・グレコ                   | 岡和男                                                  |
| シークレットサービス主任 | サルマス・ラスララ               | 岡和男                                                  |
| マース                   | マルコ・セント・ジョン           | 仲木隆司                                                |
| ウッズ大佐               | グレゴリー・アラン・ウィリアムズ | 安西正弘                                                |
| 憲兵                     | マイケル・スキューズ             | 大滝進矢                                                |
| 憲兵                     | ジョニー・リー・ダヴェンポート   | 小野健一                                                |
| ヘンキの妻               | キャスリーン・リンチ             | 鈴鹿千春                                                |
| チンピラ                 | ファン・ラミレス                 | 古田信幸                                                |
| チンピラ                 | ミゲル・ニーノ                   | 幹本雄之                                                |
| 役不明又はその他         |                                  | 清川元夢 伊藤栄次 塚田恵美子 梅津秀行 中田和宏 沢りつお |
| 日本語版制作スタッフ     |                                  |                                                         |
| 翻訳                     |                                  | 宇津木道子                                              |
| 演出                     |                                  | 春日正伸                                                |
| 調整                     |                                  | 栗林秀年                                                |
| 効果                     |                                  | 関根正治                                                |
| 制作                     |                                  | グロービジョン                                          |
| 初回放送                 |                                  | 1993年3月17日 『水曜ロードショー』                      |